# Saint-Aubin-Fosse-Louvain
Saint-Aubin-Fosse-Louvain is een gemeente in het Franse departement Mayenne (regio Pays de la Loire) en telt 274 inwoners (2005). De plaats maakt deel uit van het arrondissement Mayenne.

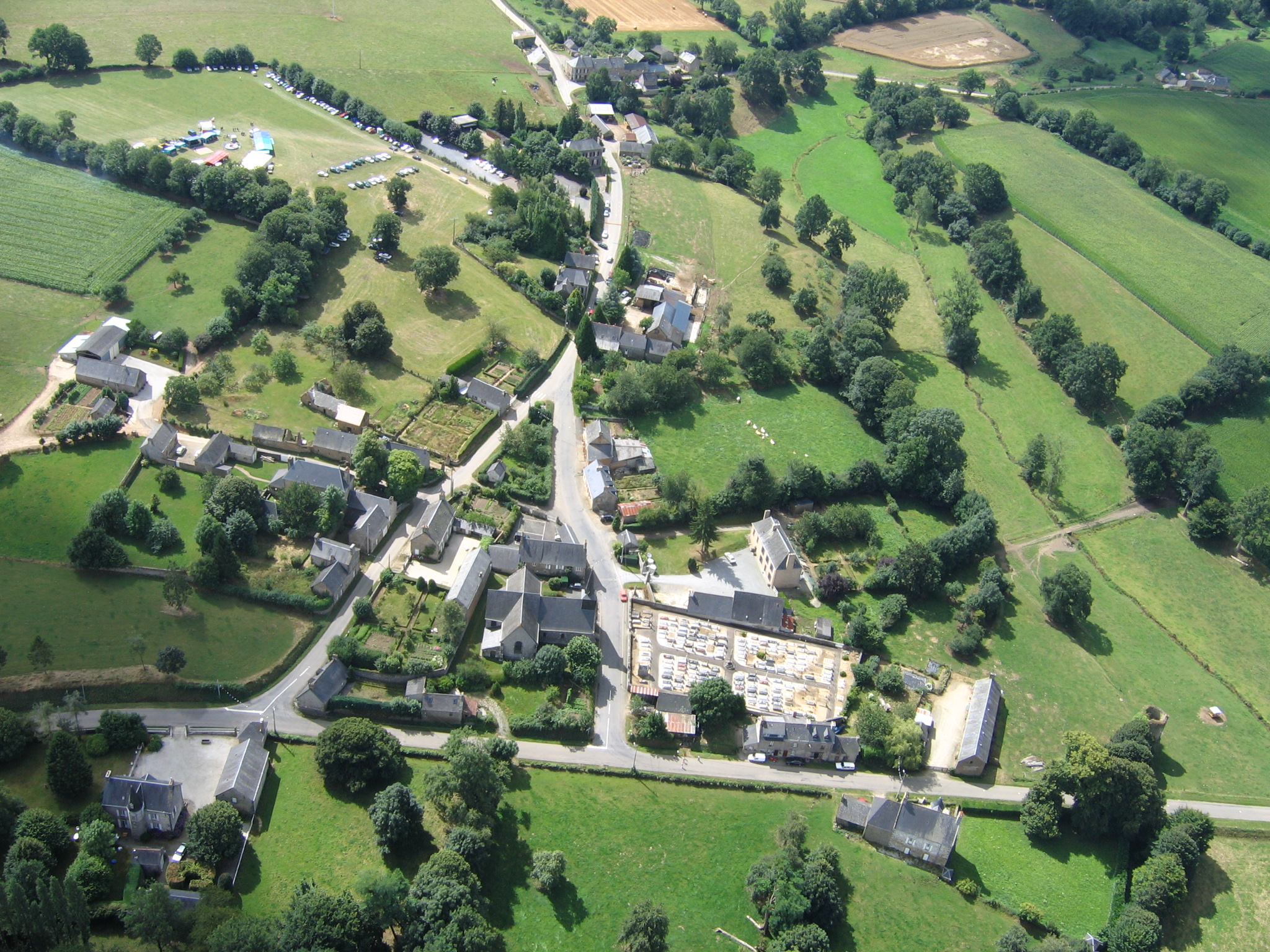
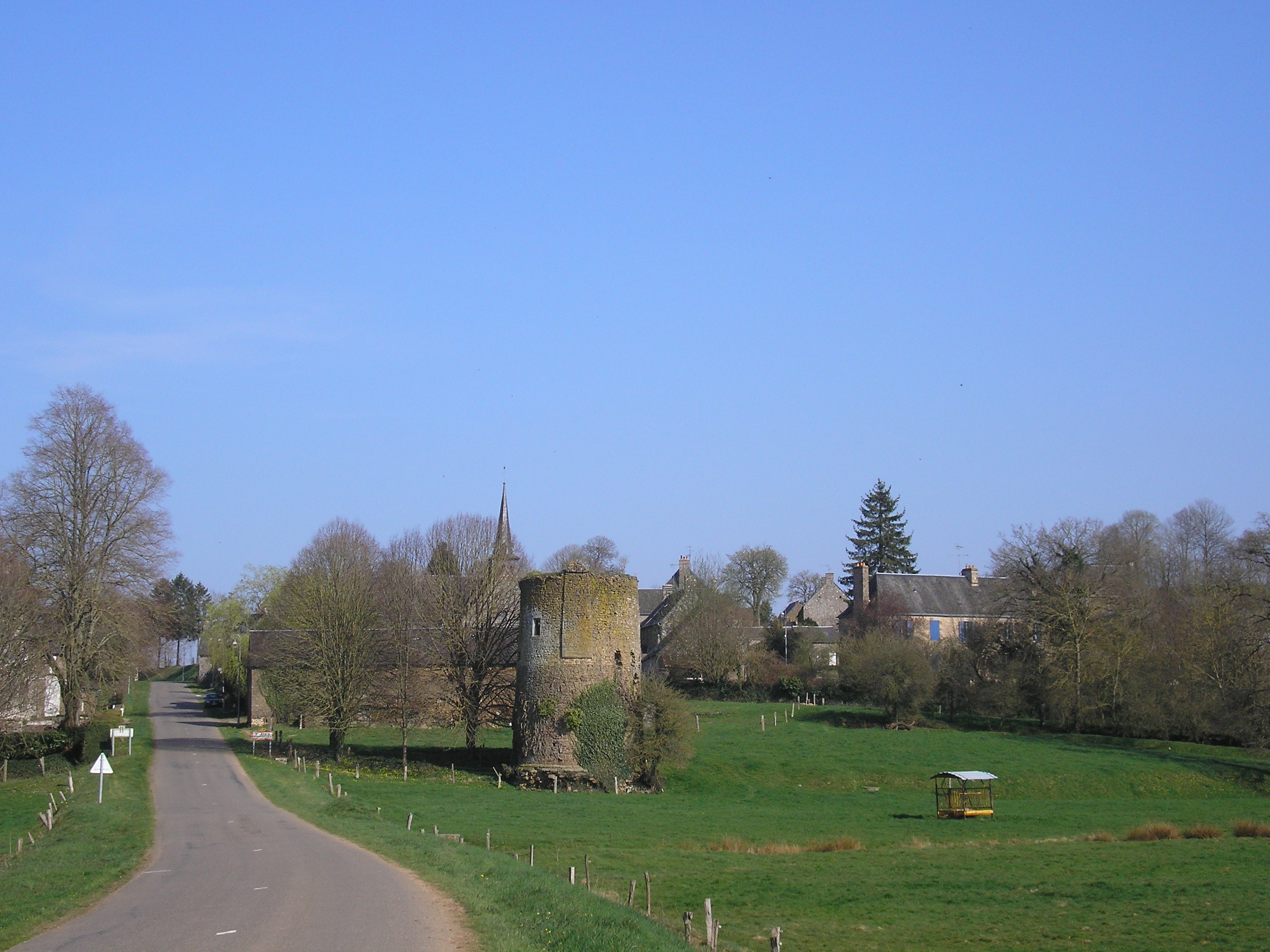

## Geografie
De oppervlakte van Saint-Aubin-Fosse-Louvain bedraagt 14,5 km², de bevolkingsdichtheid is 18,9 inwoners per km².

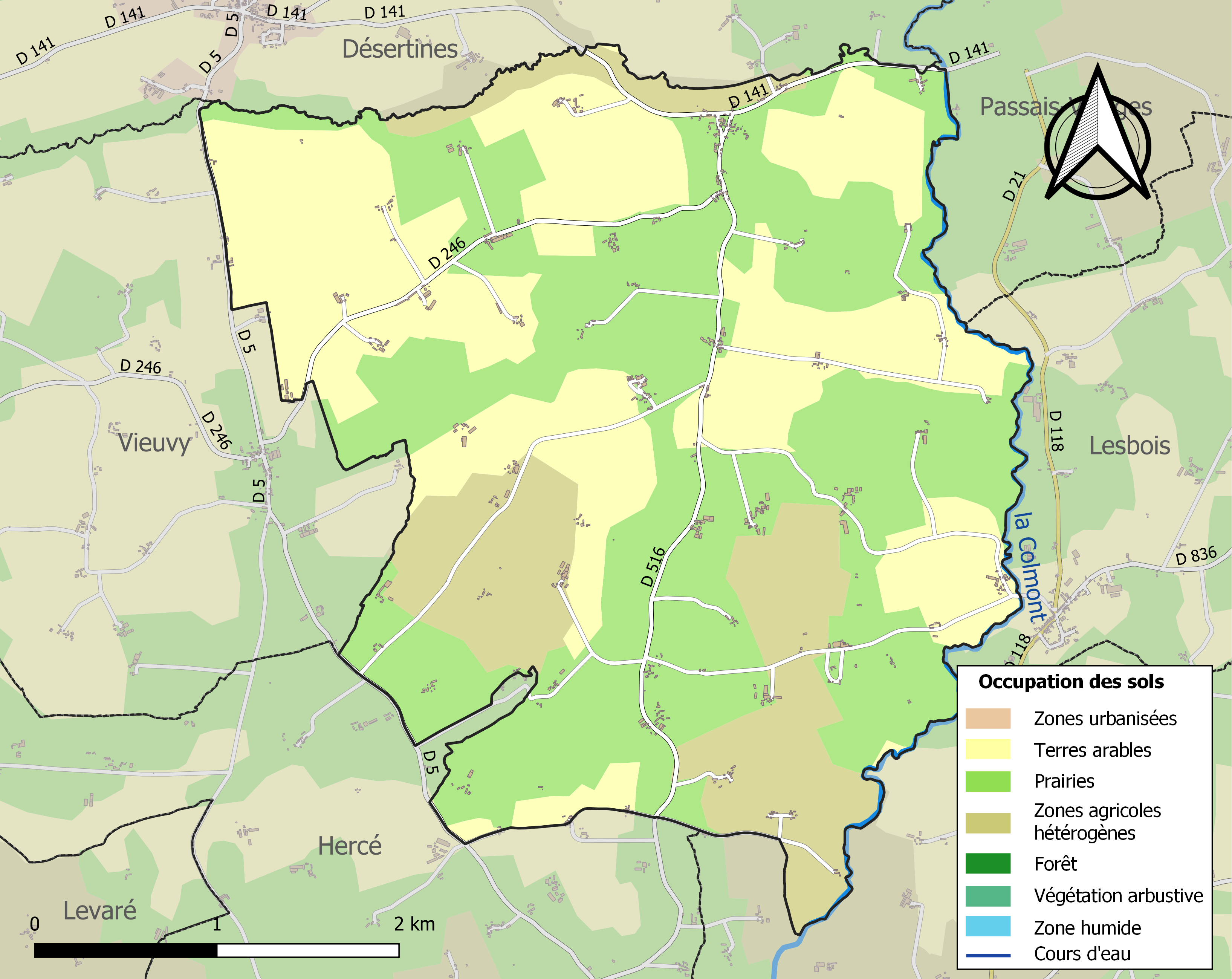
Kaart van de gemeente met de belangrijkste infrastructuur, bodemgebruik en omliggende gemeenten

## Demografie
Onderstaande figuur toont het verloop van het inwonertal (bron: INSEE-tellingen).

1. ↑  Populations de référence 2022.